# Laxblecket
Laxblecket är en mässingorkester som bildades 1966 som en plojorkester inom dåvarande militärmusikkåren vid Hallands flygkår (F14) i Halmstad. Sju år senare blev kåren känd i hela Sverige. Laxblecket har alltjämt[när?] framträdanden. Genom åren har flera musiker kommit och gått, de två nedan förstnämnda har oavbrutet deltagit i orkestern från början.
Debutalbumet The Happy Salmon Brass band spelades in i Ramshal i Veinge under april 1969. Medverkande musikanter var Evert "Fingers" Eriksson, Harald "Kid" Gustafsson, Willy "Lion" Josefsson, Olof "Slam" Schön, Sture "Slim" Berglund, Ingvar "Cat" Wessman och Tore "Rat" Lundblad. Verket släpptes av skivbolaget Scan-Disc (SCLP-S-119).
Albumet Laxblecket i Halmstad spelades in den 21 maj 1971 i Söndrums Kyrkskola i Halmstad och släpptes under skivbolaget Interdisc (ILPS 166). På inspelningen medverkar Ingemar "Sigge" Ohlsson på sång. Albumet följdes upp av Laxblecket i Brunnsparken, som inspelades 3-4 januari 1972 i Sveriges Radio studio 7 i Stockholm. 
Medverkande musiker var Martin Barkstedt, Thore Lundblad, Evert Eriksson, Harald Gustavsson, Willy Josefsson, Olof Schön, Sture Berglund, Ingemar "Sigge" Ohlsson. Skivan är utgiven på etiketten Super Sound (SS 1011).
Ensemblen var husband i TV-serien Sommarnöjet år 1970.

## Medlemmar
- Evert Eriksson, valthorn och kapellmästare
- Olof Schön, helikon och tuba
- Harald Gustafsson, arrangör och ventilbasun
- Willy Josefsson, ventilbasun
- Sture Berglund, slagverk
- Ingvar Wessman, ess-kornett
- Tore Lundblad, b-kornett och trumpet
- Martin Barkstedt, ess-kornett
- Ingemar "Sigge" Ohlsson, ljudeffekter och extra slagverk, sång
- Svante Lund, trumpet
- Eva Aronsson
- Jan Landgren
- Jan-Erik Bengtsson, trummor
- Martin Söderlund
- Leif Mattsson, ess-kornett
- Per Tholin, trummor
- Stina Bengtsson
- Camilla Nilsson
- Jörgen Olsson

## Album
- The Happy Salmon Brass band (1969)[4]
- Laxblecket Halmstad (1971)[4]
- Laxblecket i Brunnsparken (1972)[4]